# بویس کسکید
بویس کسکید (انگلیسی: Boise Cascade) شرکت جنگل‌داری آمریکایی است، که در سال ۱۹۵۷ تأسیس شد.